# Коця-Ґурка (Куявсько-Поморське воєводство)
Коця-Ґурка (пол. Kocia Górka) — село в Польщі, у гміні Любане Влоцлавського повіту Куявсько-Поморського воєводства.
Населення — 156 осіб (2011).
У 1975-1998 роках село належало до Влоцлавського воєводства.

## Демографія
Демографічна структура станом на 31 березня 2011 року:
|          | Загалом | Допрацездатний вік | Працездатний вік | Постпрацездатний вік |
| -------- | ------- | ------------------ | ---------------- | -------------------- |
| Чоловіки | 74      | 14                 | 55               | 5                    |
| Жінки    | 82      | 21                 | 43               | 18                   |
| Разом    | 156     | 35                 | 98               | 23                   |